# Antiagregacijska učinkovina
Antiagregacijska učinkovina je učinkovina, ki zmanjšuje agregacijo trombocitov in zavira nastajanje strdkov. Takšne snovi so učinkovite v arterijski cirkulaciji, kjer imajo antikoagulanti (antagonisti vitamina K) manjši učinek. 
Uporabljajo se v primarni in sekundarni preventivi trombotičnih cerebrovaskularnih ali kardiovaskularnih bolezni, zlasti srčne in ishemične možganske kapi.
Antiagregacijske učinkovine zmanjšajo zmožnost tvorbe strdka, tako da zavirajo proces aktivacije trombocitov v primarni hemostazi. Vpliv je lahko reverzibilen ali ireverzibilen, kaže se pa v zmanjšani nagnjenosti trombocitov, da se povežejo med seboj in na poškodovan endotelij krvnih žil.

## Izbira
Antiagregacijske učinkovine spadajo v prvo izbiro zdravil za zdravljenje tako stabilne kot nestabilne ishemične bolezni srca. Najpogosteje se aspirin uporablja kot samostojno zdravilo v primerih nezapletene stabilne angine pektoris in v nekaterih primerih nestabilne angine pektoris. Če bolnik ne prenaša aspirina, se lahko kot monoterapija uporabijo zaviralci ADP/P2Y. Hujše in zapletene primere zdravimo z dvojno antiagregacijsko terapijo ali v nekaterih primerih s trojno terapijo, ki vključuje neposredne peroralne antikoagulante. Zdravniki morajo paziti, da uravnotežijo tveganje za bolnika s povečanim tveganjem za krvavitev, povezano s kombiniranim zdravljenjem.

## Dvojna antiagregacijska terapija
Pogosto se za večjo učinkovitost uporablja kombinacija aspirina in zaviralca ADP/P2Y (kot so klopidogrel, prasugrel, tikagrelor in drugi) za dosego večje učinkovitosti kot pri enem samem zdravilu. Gre za dvojno antiagregacijsko terapijo. Uporablja se pri bolnikih, ki imajo nestabilno angino pektoris, miokardni infarkt brez dviga ST spojnice (NSTEMI) in druga visoko tvegana trombogena stanja ali pri katerih obstaja veliko tveganje za razvoj nestabilne angine pektoris. Ugotovljeno je bilo, da dvojna antiagregacijska terapija znatno zmanjša pojavnost srčnih in možganskih kapi ter splošne srčno-žilne umrljivosti, vendar se ne uporablja pri bolnikih z nizkim tveganjem, ker znatno poveča tveganje za večje krvavitve.

## Klasifikacija
Razdelitev antiagregacijskih učinkovin: 
- zaviralci receptorja adenozin difosfata (ADP)
  - kangrelor (Kengreal)
  - klopidogrel (Plavix)
  - prasugrel (Effient)
  - tikagrelor (Brilinta)
  - tiklopidin (Ticlid)
- zaviralci ponovnega privzema adenozina
  - dipiridamol (Persantine)
- zaviralci glikoproteina IIb/IIIa
  - abciksimab (ReoPro)
  - eptifibatid (Integrilin)
  - tirofiban (Aggrastat)
- ireverzibilni zaviralci ciklooksigenaze
  - aspirin
  - triflusal (Disgren)
- zaviralci fosfodiesteraze
  - cilostazol (Pletaal)
- antagonisti receptorja aktivatorja proteaze (PAR-1)
  - vorapaksar (Zontivity)
- tromboksanski zaviralci
  - antagonisti tromboksanskega receptorja
    - terutroban

  - inhibitorji tromboksanske sintaze

## Uporaba
Uporabljajo se predvsem v preventivi in zdravljenju arterijske tromboze. To je bistvenega pomena pri ogroženih bolnikih, saj lahko tromboza ali tromboembolija privedeta do katastrofalnih posledic, kot so akutni miokardni infarkt, pljučna embolija ali kap. Bolniki, ki potrebujejo antiagregacijsko zdravljenje, so tisti, ki so že preboleli kap z ali brez atrijske fibrilacije, vsako kirurško zdravljenje srca (zlasti zamenjave srčnih zaklopk), koronarna srčna bolezen, stabilna in nestabilna angina pektoris ali miokardni infarkt. Antiagregacijske učinkovine so nujno potrebne tudi pri bolnikih z vstavljeno žilno opornico v koronarnih arterijah, periferno vaskularno boleznijo, periferno arterijsko boleznijo in apikalnim, ventrikularnim ali muralnim trombom.
Zdravljenje arterijske tromboze vključuje uporabo antiagregacijskih učinkovin in trombolitične terapije. Antiagregacijske učinkovine vplivajo na aktivacijo trombocitov na mestu vaskularne poškodbe, kjer so bistveni za razvoj arterijske tromboze.
- Aspirin in triflusal ireverzibilno inhibirata encim ciklooksigenazo (COX), kar privede do zmanjšane proizvodnje TXA2, to je tromboksana, ki je močen vazokonstriktor, ki znižuje ciklični AMP in sproži sproščanje trombocitov.
- Dipiridamol inhibira fosfodiesterazo trombocitov, kar povzroči povečanje cikličnega AMP-ja z okrepitvijo delovanja PGI2, ki nasprotuje delovanju TXA2.
- Klopidogrel deluje na od ADP odvisno aktivacijo IIb/IIIa kompleksa.
- Antagonisti receptorjev glikoproteina IIb/IIIa blokirajo receptorje na trombocitih za fibrinogen in von Willebrandov faktor. Obstajajo trije razredi:
  - Himerna protitelesa (na primer abciksimab);
  - Sintetični peptidi (na primer eptifibatid);
  - Sintetični nepeptidi (na primer tirofiban);
- Epoprostenol je prostaciklin, ki se ga uporablja za inhibicijo agregacije trombocitov med dializo ledvic (z ali brez heparina) in v zdravljenju primarne pljučne hipertenzije.

Trombolitično terapijo se uporablja v zdravljenju miokardnega infarkta, možganskega infarkta in občasno pri masivni pljučni emboliji. Glavno tveganje predstavlja krvavitev. Teh zdravil se ne sme dajati bolnikom, ki so nedavno krvaveli, imajo nenadzorovano hipertenzijo, pri hemoragični kapi in pri operacijah ali drugih invazivni posegih v zadnjih desetih dneh.
- Streptokinaza tvori kompleks s plazminogenom, kar privede do konformacijske spremembe, ki aktivira druge plazminogenske molekule, da se tvori plazmin.
- Plazminogenski aktivatorji (PA), aktivatorji tkivnega plazminogena, so proizvedeni z rekombinantno tehnologijo.

## Primer operacije
Antiagregacijsko zdravljenje lahko poveča tveganje za krvavitev med operacijo, vendar lahko prenehanje zdravljenja poveča tveganje za trombotične dogodke, vključno z miokardnim infarktom. Upoštevati je potrebno tveganje zaradi zaustavitve zdravljenja, kar privede do tvorbe strdkov, na pran tveganju krvavitve med ali po operaciji, če se z zdravljenjem nadaljuje. Pregled študij Cochrane iz leta 2018, ki je vključeval pet randomiziranih kontroliranih preizkušanj, je odkril nizko zanesljive dokaze, ki kažejo, da nadaljevanje ali prekinitev antiagregacijske terapije pri nesrčnih operacijah ne vpliva na umrljivost, velike krvavitve, ki zahtevajo operativno zdravljenje, ali ishemične dogodke. Isti pregled je našel zmerno zanesljive dokaze, da nadaljevanje ali prekinitev zdravljenja ni imelo velike razlike v pojavnosti krvavitev, ki so zahtevale transfuzijo krvi.
- Balonska angioplastika v predoperativnem obdobju – bolniki gredo lahko na operacijo dva tedna po posegu.
- Pri kovinskih stentih je potreben vsaj en mesec terapije.
- CABG: bolniki gredo lahko na operacijo takoj, ko se zacelijo obvodi koronarnih arterij in ne potrebujejo posebnega dodatnega časa na terapiji.
- Pri bolnikih z resnimi boleznimi, ki zahtevajo operativno zdravljenje (te so opredeljene v smernicah ACC/AHA za leto 2014 kot tiste, ki zahtevajo posredovanje v 2-6 tednih) se terapija lahko prekine 3 mesece (90 dni) po namestitvi koronarnega stenta, če bi nadaljnje odlaganje operacije lahko vodilo v smrt. Primeri takih bolezni so rak in nekateri ortopedski problemi (razni zlomi). Pri bolnikih, ki so imeli elektivni kirurški poseg, je priporočljivo nadaljevati s terapijo 6 do 12 mesecev.

## Zobozdravstveno zdravljenje bolnikov na antiagregacijskih učinkovinah
Zobozdravniki se morajo zavedati tveganja podaljšanega časa krvavitve pri bolnikih, ki jemljejo antiagregacijske učinkovine pri načrtovanju zdravljenja zob, ki lahko povzročijo krvavitev. Zato je za zobozdravnike pomembno, da vedo, kako oceniti bolnikovo tveganje za krvavitve in zdraviti zaplete.

### Ocena tveganja za krvavitve
Ugotavljanje verjetnosti in tveganja za zaplete pri krvavitvah, povzročenih pri zobozdravstvenem zdravljenju.
| Zobozdravstveni posegi, ki verjetno ne bodo povzročili krvavitve      | Zobozdravstveni posegi z nizkim tveganjem za krvavitev   | Zobozdravstveni posegi z visokim tveganjem za krvavitev                   |
| Lokalna anestezija z uporabo aspiracijske brizge in vazokonstriktorja | Enostavno puljenje do treh zob z omejeno velikostjo rane | Puljenje, ki vključuje operacijo, veliko rano ali več kot tri zobe hkrati |
| Osnovni parodontalni pregled (BPE)                                    | Incizija in drenaža oteklin v ustih                      | Postopki za dvig tkiva                                                    |
| Supragingivalni plak, zobni kamen, odstranjevanje madežev             | Popoln šesttočkovni parodontalni pregled                 | Rekonturiranje dlesni                                                     |
| Neposredna ali posredna obnova supragingivalnih robov                 | Odstranjevanje koreninskih delov                         | Biopsije                                                                  |
| Ortogradna endodontija                                                | Neposredna ali posredna obnova subgingivalnih robov      |                                                                           |
| Protetski postopki                                                    |                                                          |                                                                           |
| Vstavljanje in prilagajanje ortodontskih aparatov                     |                                                          |                                                                           |

## Toksičnost
Na učinek antiagregacijskih učinkovin lahko vplivajo druga zdravila, ki jih bolnik jemlje, njegovo trenutno zdravstveno stanje, hrana in dopolnila. Učinek antiagregacijskih učinkovin se lahko poveča ali zmanjša. Povečanje učinka poveča tveganje za krvavitev in povzroči podaljšano ali prekomerno krvavitev. Zmanjšanje učinka zmanjša tveganje za krvavitev in poveča tveganje za strdke. Toksičnost učinkovine se lahko poveča tudi ob hkratni uporabi več antiagregacijskih učinkovin. Pogost neželen učinek, ki se pojavi pri mnogih bolnikih, je gastrointestinalna krvavitev (krvavitev v prebavilih).

### Učinkovine
Zdravila, ki lahko povečajo učinek antiagregacijskih učinkovin, so:
- Citotoksična zdravila ali zdravila, povezana s supresijo kostnega mozga (npr. leflunamid, hidroklorokin, adalimumab, infliksimab, etanercept, sulfasalazin, penicilamin, zlato, metotreksat, azatioprin, mikofenolat);
- Zdravila, ki vplivajo na živčni sistem (npr. selektivni zaviralci ponovnega privzema serotonina (SSRI));
- NSAID (npr. aspirin, ibuprofen, diklofenak, naproksen);
- Drugi antikoagulanti ali antitrombotiki.

Zdravila, ki lahko zmanjšajo učinek antiagregacijskih učinkovin, so:
- karbamazepin;
- eritromicin;
- flukonazol;
- omeprazol.

Uporabo nesteroidnih protivnetnih zdravil kot dela zobozdravstvenega zdravljenja bolnikov z žilnimi boleznimi je treba odsvetovati, saj imajo nesteroidna protivnetna zdravila antitrombocitni učinek. Namesto tega naj bodo na prvem mestu preprosti analgetiki, kot je paracetamol. Če so potrebna nesteroidna protivnetna zdravila, se tveganje za krvavitev povečuje s trajanjem zdravljenja.

### Zdravstvena stanja
Zdravstvena stanja, ki lahko povečajo učinek antiagregacijskih učinkovin, so:
Kronična odpoved ledvic, bolezen jeter, hematološki raki, nedavna ali trenutna kemoterapija, napredovalo srčno popuščanje, blage oblike dednih motenj strjevanja krvi (npr. hemofilija, Von Willebrandova bolezen) in idiopatska trombocitopenična purpura.

### Hrana in dodatki
Hrana in dodatki, ki lahko povečajo učinek antiagregacijskih učinkovin, so:
- šentjanževka;
- ginko biloba;
- česen.

## V Sloveniji
V tabeli so naštete učinkovine in njihova tržna imena, ki imajo dovoljenje za promet v Sloveniji. Tržna imena so našteta po abecednem vrstnem redu.
| Antiagregacijska učinkovina           | Tržno ime |
| ------------------------------------- | --- |
| acetilsalicilna kislina               | Acetilsalicilna kislina Krka, Acetilsalicilna kislina Lek, Andol, Aspirin protect, Cardiopirin, Provapirin |
| klopidogrel                           | Clopez, Clopigamma, Klopidogrel, Klopidogrel Actavis, Klopidogrel Arrow, Klopidogrel Generics, Klopidogrel Jenson, Klopidogrel Pentafarma, Klopidogrel Pfizer, Klopidogrel Splendris, Klopidogrel Taw Pharma, Klopidogrel Teva, Lopigalel, Nofardom, Plavix, Pontius, Sudroc, Zyllt |
| dipiridamol                           | Persantin |
| prasugrel                             | Efient, Eliskardia, Tosynal |
| tikagrelor                            | Atixarso, Brilique, Possia, Ticagrelor Aristo, Ticagrelor Stada, Ticagrelor Teva, Tilobrastil, Tingoraxin |
| acetilsalicilna kislina + dipiridamol | Asasantin |
| acetilsalicilna kislina + klopidogrel | DuoPlavin |